# جاكوب دبليو. سميث
جاكوب دبليو. سميث هو سياسي كندي، ولد في 25 نوفمبر 1851، وتوفي في 15 ديسمبر 1926.